# مسیر با مانع
مسیر با مانع مجموعه ای از موانع فیزیکی چالش‌برانگیز است که یک فرد، تیم یا حیوان باید از آن عبور کند، معمولاً در زمان مشخص. مسیرای بامانع می‌تواند شامل عناصر دویدن، کوهنوردی، پریدن، خزیدن، شنا و تعادل با هدف آزمایش سرعت، استقامت و چابکی باشد. گاهی اوقات یک مسیر شامل آزمون‌های ذهنی است. 

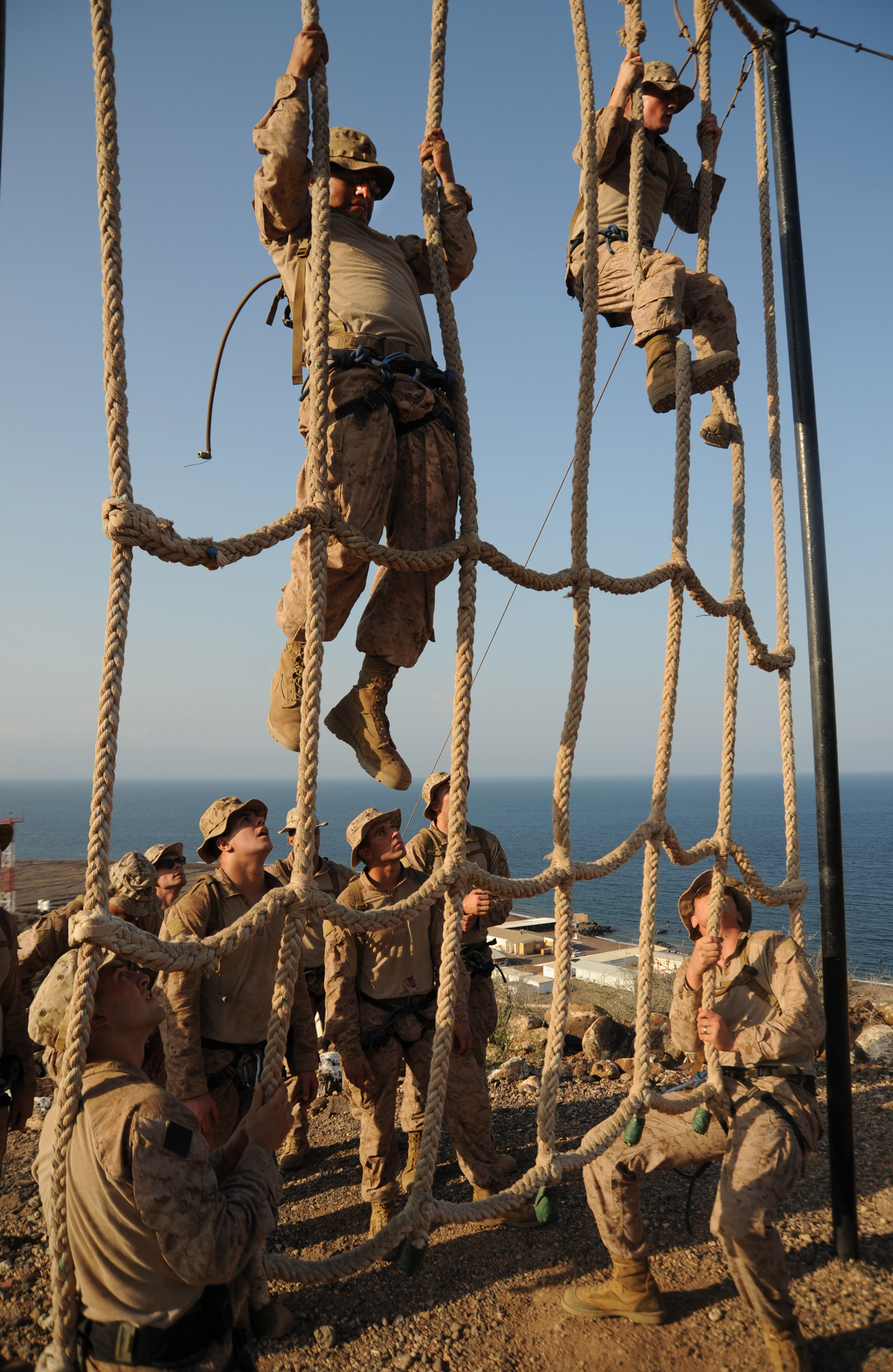
مرکز آموزش رزمی در ساحل آرتا
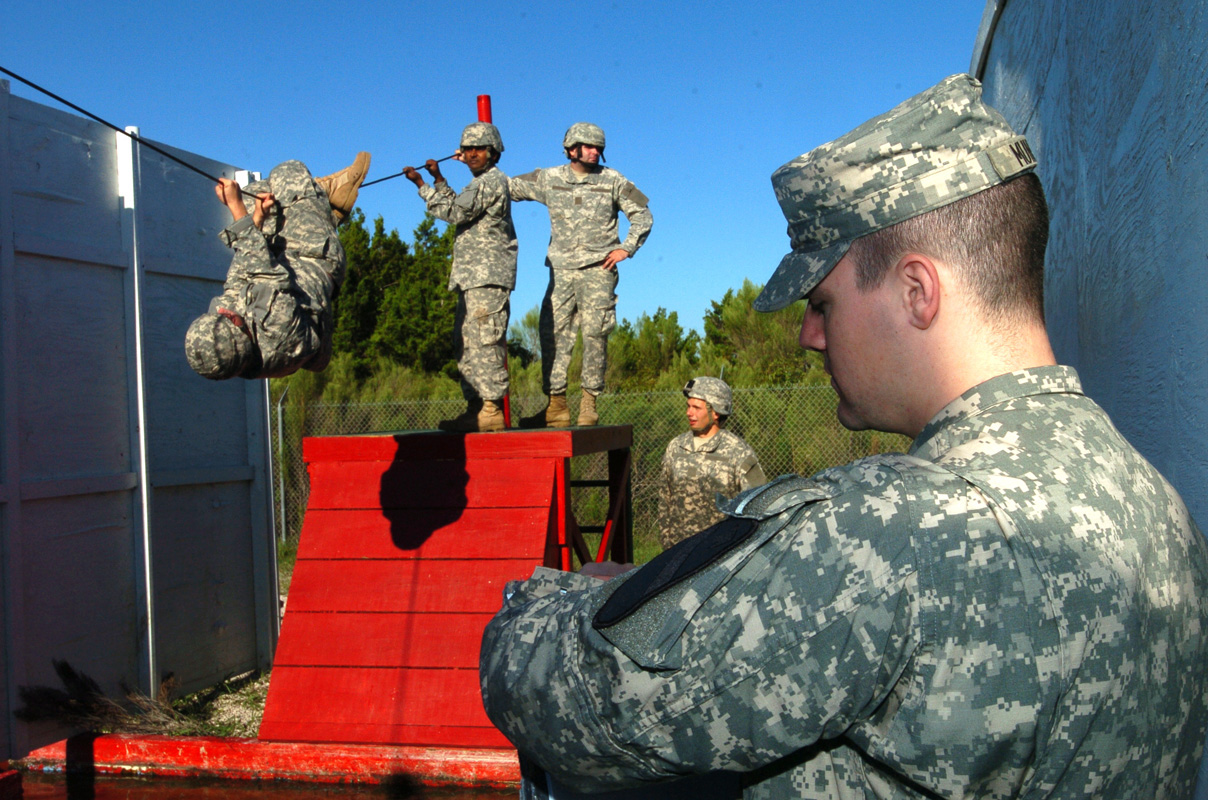
دوره واکنش رهبران ۲۵ سپتامبر، در فورت هود، تگزاس .
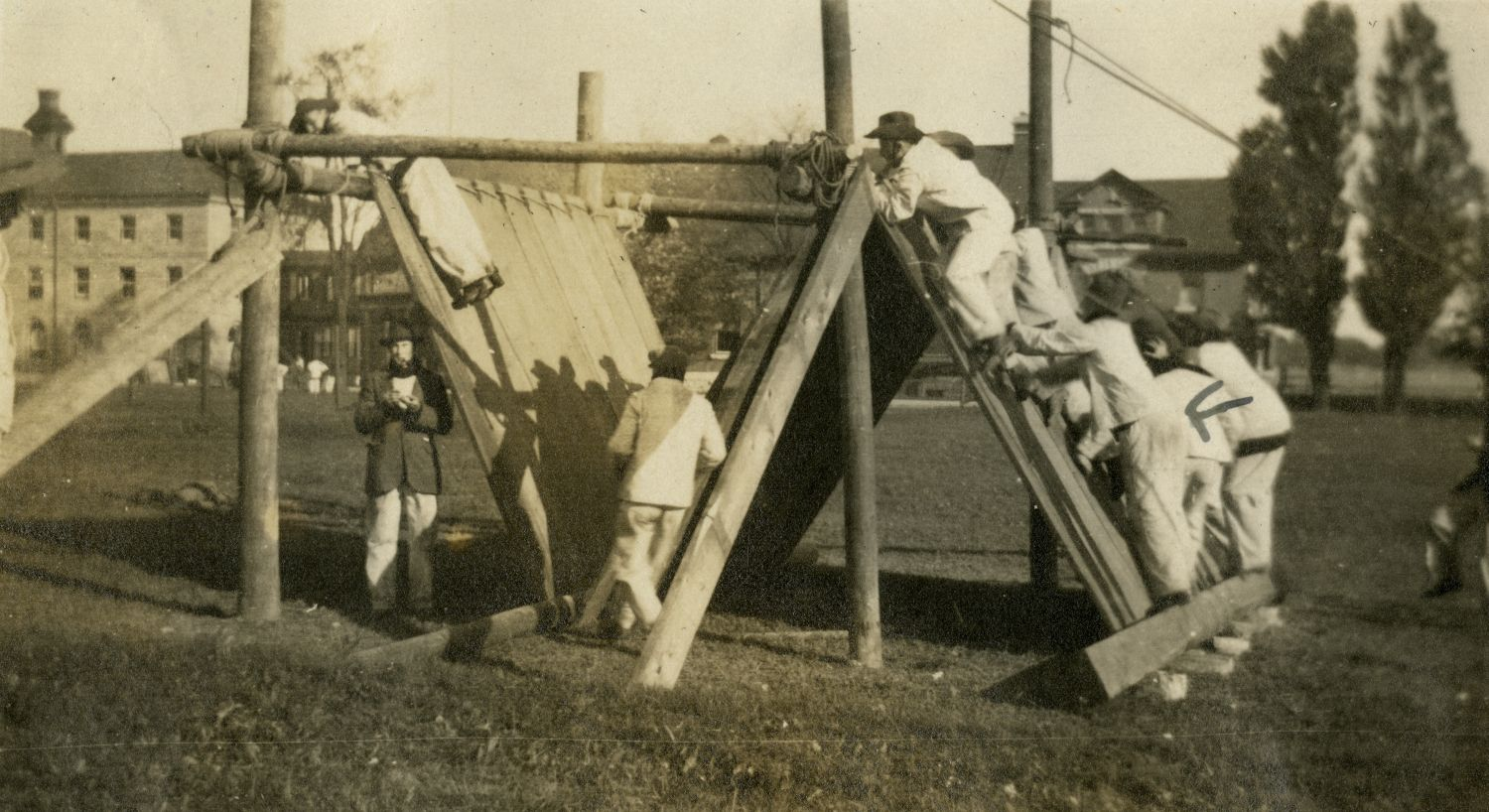
آموزش موانع در کالج نظامی سلطنتی کانادا ج. ۱۹۱۷
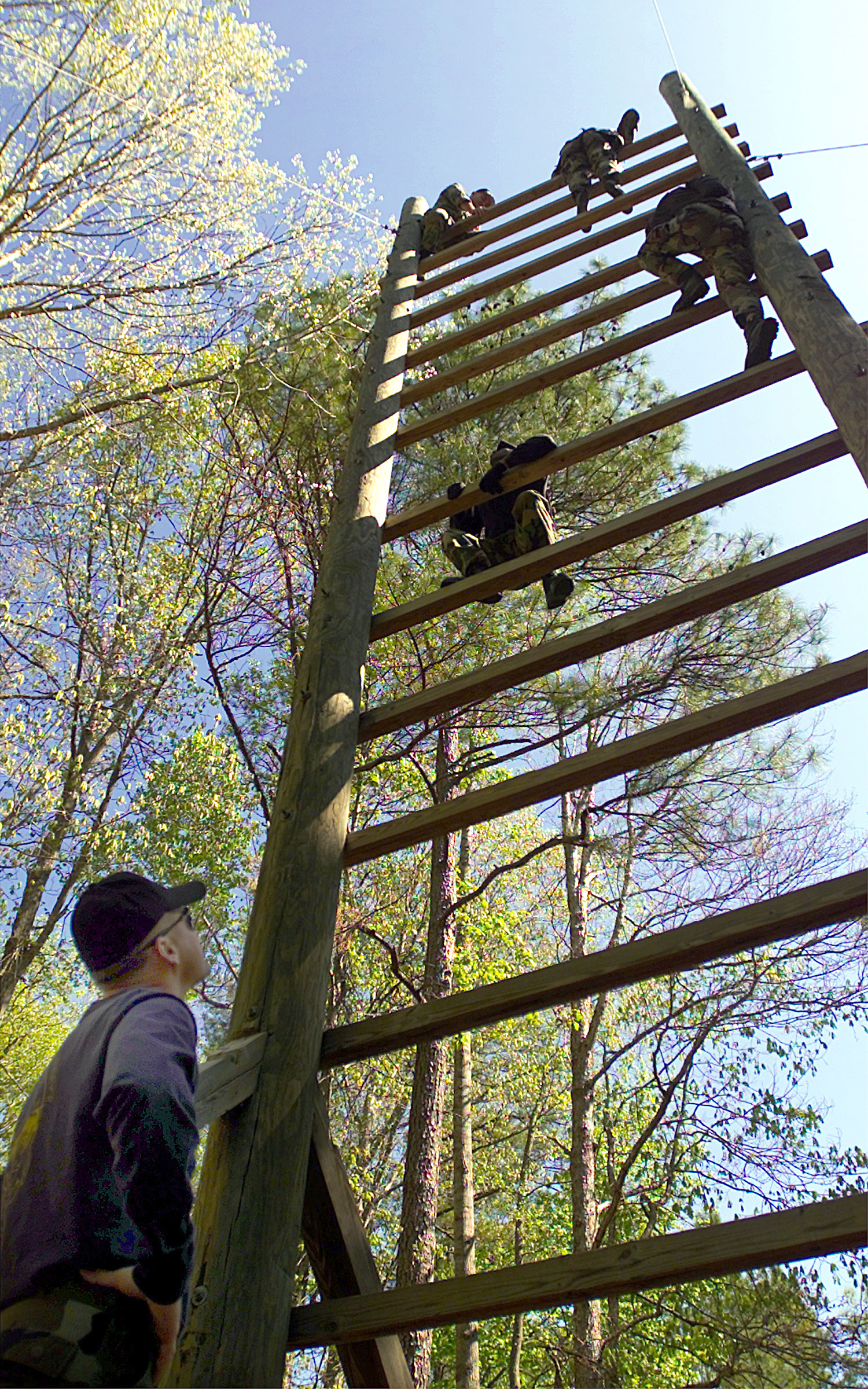
مانع "پله ها" فورت پیکت، ویرجینیا